# 斯图尔特·格雷
斯图尔特·艾伦·格雷（英語：Stuart Allan Gray，1963年5月27日—），美国NBA联盟职业篮球运动员。他在1984年的NBA选秀中第2轮第5顺位被印第安纳步行者选中。